# Nikola Karabatić
Nikola Karabatić (* 11. dubna 1984 Niš) je bývalý francouzský házenkář. Jeho otcem byl jugoslávský házenkář a trenér Branko Karabatić, žijící od roku 1988 ve Francii.

## Biografie
Hrál za Montpellier HB (vyhrál s ním sedmkrát francouzskou ligu a v roce 2003 Ligu mistrů) a THW Kiel (čtyři německé tituly a prvenství v Lize mistrů 2007), od léta 2013 je hráčem FC Barcelona (vítěz Ligy mistrů 2015). S francouzskou házenkářskou reprezentací vyhrál Mistrovství Evropy v házené mužů 2006 a 2010, Mistrovství světa v házené mužů 2009, 2011 a 2015 a Letní olympiádu 2008 a 2012, na OH 2016 získal stříbrnou medaili. V roce 2011 získal první místo v anketě časopisu L'Équipe o francouzského sportovce roku. Odehrál 219 reprezentačních zápasů a vstřelil v nich 908 branek, na ME 2004 a MS 2007 byl vybrán do all-stars týmu.
V letech 2007, 2014 a 2016 byl zvolen nejlepším světovým házenkářem roku.
Na Mistrovství Evropy v házené mužů 2014 v Dánsku získal s francouzskou reprezentací svůj třetí evropský titul a byl vyhlášen nejužitečnějším hráčem šampionátu. Členem týmu byl také jeho mladší bratr Luka Karabatić.